# Војислав Младеновић
Војислав Младеновић је био српски педагог.

## Биографија
Рођен је 1884. године у породици јагодинског пекара, са 12 деце од којих је 7 остало живо. Припадао је првој генерацији ученика Јагодинске школе, једне од најутицајнијих и најпознтијих училишта, коју завршава о државном трошку са одличним успехом.
Године 1912. се уписује на Циришки универзитет о сопственом трошку. У рату 1915. године је тешко рањен, али по завршетку рата враћа се и завршава студије. После повратка у земљу 1921. године његова активност се одвија у 3 правца:
- чиновнички
- наставно-педагошки
- публицистичко-научни

Иако је његов школски рад увек био високо цењен и високо вреднован, јавни рад је био критикован, па чак и кажњаван. Умире у осамдесетој години живота од запаљења плућа и старости.

## Педагошки рад и идеје
Када је реч о самом процесу васпитања, он је за Војислава Младеновића неодвојив од процеса развитка: "Васпитавати значи развијати: васпитања и развитка било је и кад није постојала никаква теорија о њима".
Васпитање је основни педагошки појам и најшири педагошки процес. Он се односи и на личност и на заједницу, највиши задатак је учвршћивање појединца у заједницу, док се образовање односи на појединце или групе појединаца.
Различити ефекти васпитног дејства су последица особености човековог душевног живота, а не немоћи васпитања. Свако има своје могућности за развитак, а те се границе у васпитању не могу померити унапред и за све подједнако.
Он истиче индивидуално и социјално као два нераздвојива конститутивна елемента васпитања и спаја их у нераздвојиву целину. Полазећи од става да личност као таква постоји само у заједници, док заједница постоји само као заједница личности и истиче да се човек васпитава за заједницу и помоћу ње.
Младеновић даје приказ схватања циља васпитања у различитим епохама и истиче његову променљивост и условљеност потребама времена и интересима заједнице. Говори о друштвеној, класној и националној условљености циља васпитања. Циљ васпитања је увек израз времена и схватања појединих људи, што значи да је променљив и условљен.
Саморадња и сопствени доживљаји имају пресудну улогу у остваривању циља васпитања. У складу да тим помиње питање дечијег ручног рада које има одређене сличности са Марксовом идејом да ученика треба упознати са основним принципима производње.
У његовој Општој педагогици наилазимо на дефиницију која изузетно подсећа на један од аспеката Дјуијевог схватања: "Васпитавати значи развијати и да васпитање данас није ништа друго до потпомагање и вођење развитка, и кад кажемо да је васпитање по својој суштини потпомагање, вођење душевног развитка, не треба мислити да је васпитање ипак неко спољно помоћно средство за развитак. Не, оно је основна функција развитка, сам развитак". Ово тврђење је објаснио и даље разрадио, тако да клицу развитка дете доноси на свет рођењем и да се она огледа у његовој првобитној активности коју васпитање разгранава и обогаћује стварањем све већих веза у животној заједници. Захваљујући васпитању, душевни живот је у сталном стању промене, коју он назива као напредовањем и усавршавањем. 
Комплетна слика о Младеновићевом схватању васпитања као процеса добија се када се у обзир узме његов први општи педагошки принцип. Овај принцип он назива принципом активности помоћу сопствених доживљаја и њиме упућује на то да је васпитање, као и развој, процес вођен активним учешћем и самог васпитаника.
Човеков душевни живот је јединствен, целовит и недељив. У њему доминирају три основне радње: осећање, воља и разум. Међутим, њега карактерише непрекидна и велика променљивост која не зависи само од простих и садашњих радњи, него и од будућих, те је захваљујући томе могућ развитак и васпитање појединца.